# Петенея
Петенея (лат. Petenaea) — монотипный род цветковых растений, содержит единственный вид Petenaea cordata.

## Ареал
Вид обитает в северной части Центральной Америки. Эндемик северной Мезоамерики, Мексики (Чьяпас, Табаско), Белиза, Гватемалы (департамент Петен, по названию которого и был назван род).

## Ботаническое описание
Большие кустарники или деревья высотой до 10 м.
Стебли всегда красноватого оттенка, с войлочным опушением.
Листья с прилистниками. Черешки длиной 5-11 см, покрыты короткими ворсинками, красного цвета. Листовая пластинка 8,5-15,5 × 6,5-14,5 см, нижняя сторона плотно опушена, верхняя — голая, с возрастом краснеет. Жилкование с пальчато расходящимися у основания 5-7 первичными жилками, в остальной части пластинки — вторично сетчатое. Основание пластинки широкое, сердцевидное. Края листа мелкозубчатые, вершины острые или широкие, но коротко заострённые. Прилистники недолговечные, быстро опадают.
Соцветия пазушные, цимозные, на длинных ножках розового цвета, покрытых войлочным опушением. Цветоножки розовые, 5-12 мм длиной. Чашелистики ланцетные, оттянутые от основания к вершине, завёрнутые, красновато-розовые. Лепестки отсутствуют. На цветоложе располагаются 2-3 обратнояйцевидные, почти сидячие железы, покрытые волосками. 8-12 тычинок расположены по кругу, пыльники жёлтые, вскрываются апикальной порой, как щелью. Завязь верхняя, сидячая, опушённая. Столбик стройный, рыльце дискоидное. Плод — ягода 6-12 мм длиной, неглубокими бороздами разделяется на 4-5 долей, сладкая, мясистая, редко бывает опушена. Форма ягоды яйцевидная, почти шаровидная. Семена многочисленные, длиной до 1 мм, продолговато-пирамидальной или неправильной формы. Цветение и плодоношение идёт непрерывно.

## Таксономическое положение
Согласно системе APG III, порядок и семейство, к которому относится петенея, не определены. Первоначально вид был описан в составе семейства Элеокарповые (лат. Elaeocarpaceae), потом был перенесён в семейство Липовые (лат. Tiliaceae), однако большая часть авторов затруднялась определить таксономическое положение вида. Молекулярный анализ, проведённый над недавно полученной коллекцией из Гватемалы, установил дальнее, слабо подтверждаемое родство петенеи с африканским родом Gerrardina из семейства Gerrardinaceae порядка Уэртеецветные (лат. Huerteales). Однако, поскольку никаких общих черт между этими двумя родами установлено не было, было высказано предположение о том, что петенею следует выделить в самостоятельно семейство Petenaeaceae.
В настоящее время, согласно системе APG IV (2016), род Петенея включён в состав собственного семейства Petenaeaceae порядка уэртеецветных.